# 神道系大学
神道系大学（しんとうけいだいがく）とは神道に関連する大学。 國學院大學（東京都渋谷区）と皇學館大学（三重県伊勢市）の2校が存在し、両大学とも神社本庁の神職養成機関の一つである。神職や巫女といった神道儀式を執り行う職業に就くには、これら2校の神道系大学が設置する専門の学科を卒業するのが主な方法である。
大学改革支援・学位授与機構研究開発部助教の齋藤崇徳による2013年（平成25年）の分析は、宗教系大学を「キリスト教系大学」「新宗教系大学」「神道系大学」「仏教系大学」の4つに分類している。この4つの分類の中で、神道系大学は短期大学を含めても4校と最も少なく、割合としては大学全体の0.35パーセントに過ぎない。

## 國學院大學

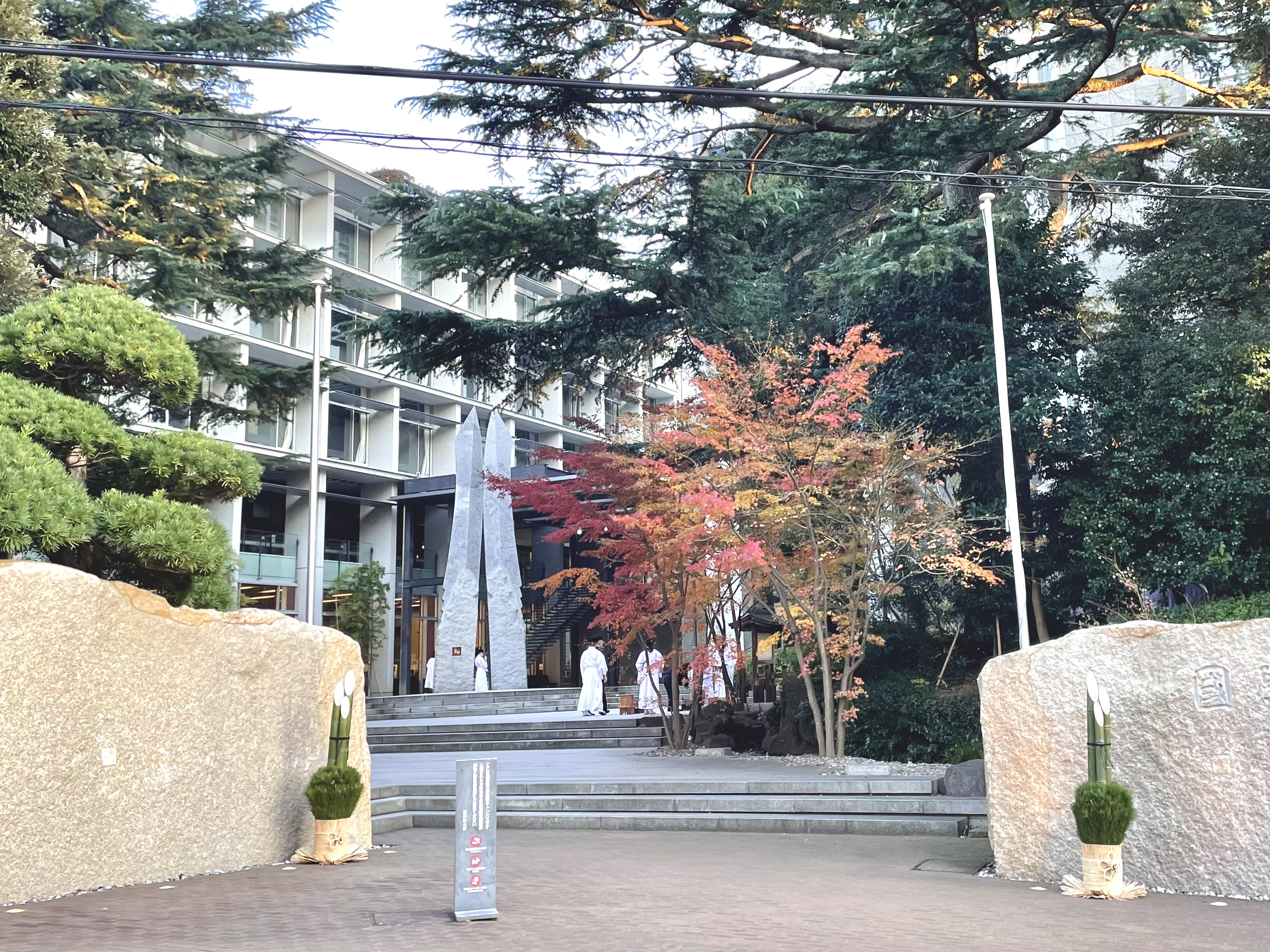
渋谷キャンパス（2021年）

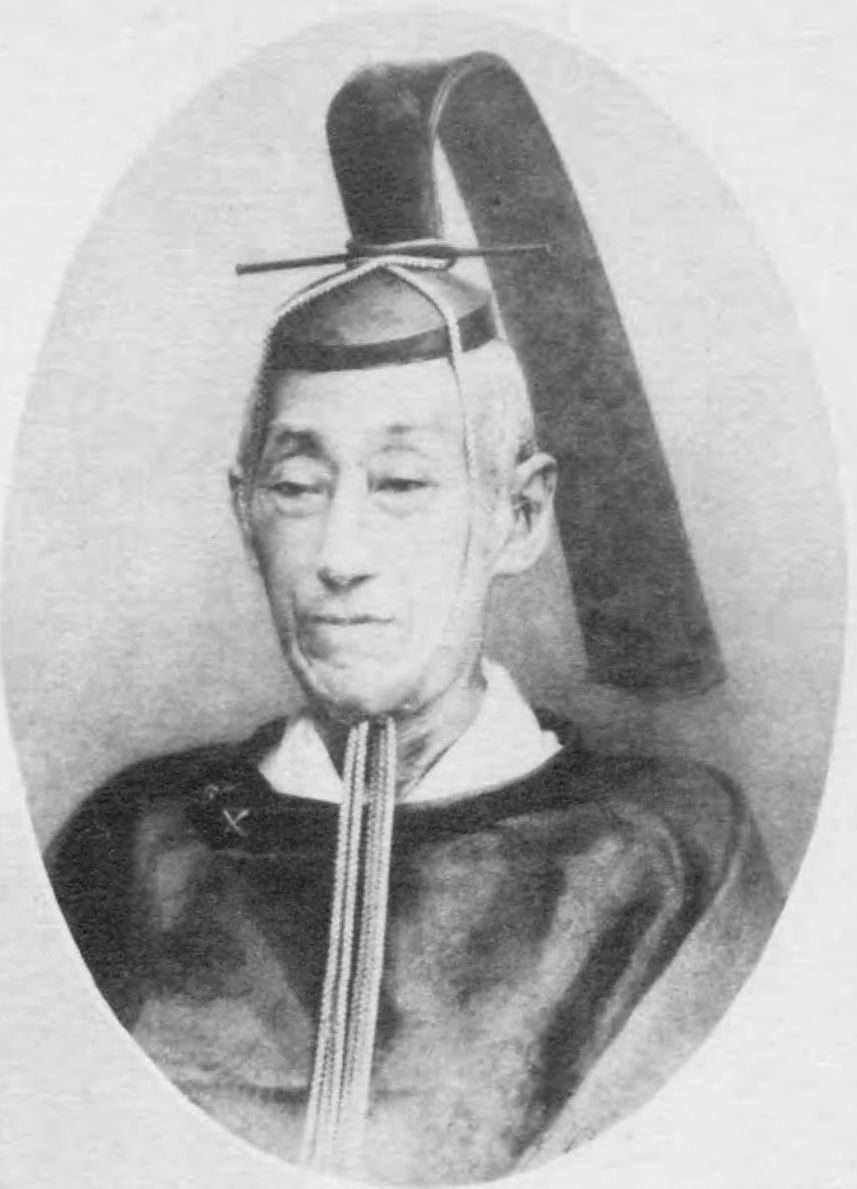
有栖川宮幟仁親王

國學院大學の母体は、1882年（明治15）11月4日に神職養成と古典研究のための教育機関として創立された皇典講究所である。初代総裁は有栖川宮幟仁親王が務めた。1890年（明治23年）、皇典講究所内に國學院が開校。1906年（明治39年）には私立國學院大學になった。皇典講究所は内務省の委託を受けて神職養成を行っていた。私立國學院大學は1920年（大正9年）の大学令により旧制大学に昇格。帝国大学以外に初めて大学に昇格した私立大学8校（慶應義塾、早稲田、明治、日本、中央、法政、國學院、同志社）のうちの一つである。
第二次世界大戦後、皇典講究所が解散・合併によって神社本庁となったため、財団法人國學院大學（学校法人國學院大學の前身）を設立。旧制國學院大學は同法人が経営する國學院大學として再発足し、1948年（昭和23年）に文学部を設置した。当初は文学部に神道学科が置かれていたが、創立120周年を機に策定された21世紀研究教育計画をもとに2002年（平成14年）に学部を改組・拡充。神道文化学部が発足した。神道文化学部の卒業後には神社本庁の神職資格（階位）が授与される履修カリキュラムが開設されている。
國學院大學では、皇典講究所初代総裁・有栖川宮幟仁親王から授与された「告諭」から「本ヲ立ツル」を建学の精神としている。
また、國學院大學学則第1条では「本学は神道精神に基づき人格を陶冶し、諸学の理論並びに応用を攻究教授し、有用な人材を育成することを目的とする」と規定され、國學院大學では神道精神を「日本人としての主体性を保持した寛容性と謙虚さ」と定義している。また、神道文化学部に限らず、神道に関する科目が必修となっている。渋谷キャンパスには國學院大學神殿も存在する。

## 皇學館大学

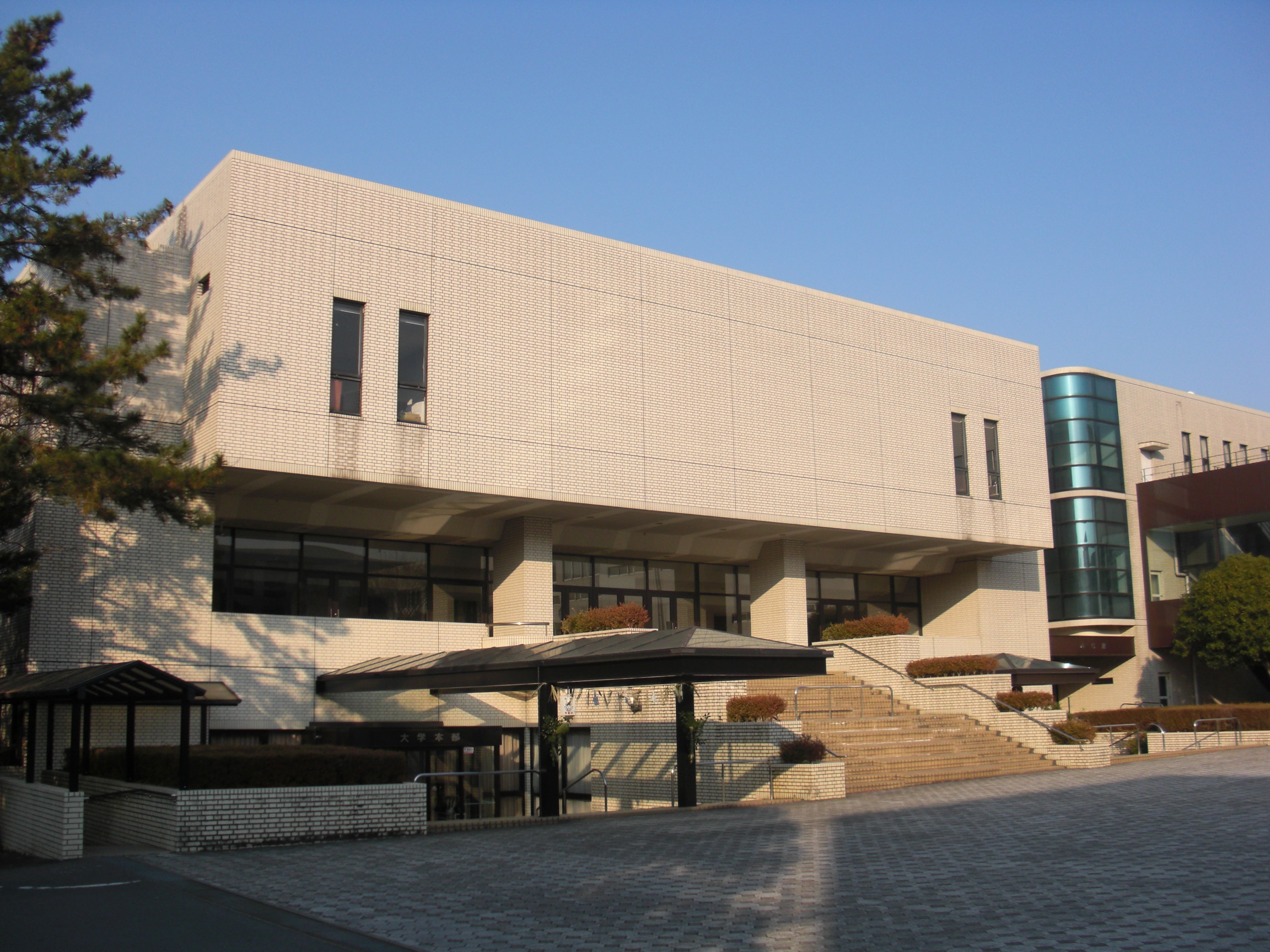
大学本部（伊勢学舎、2010年）

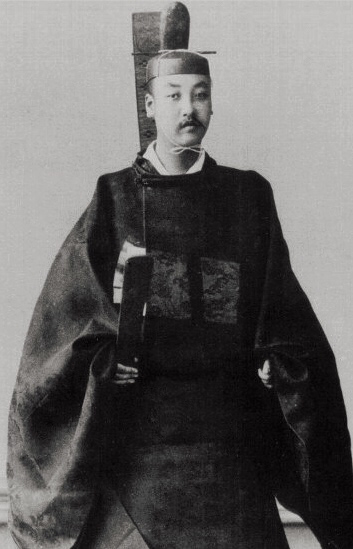
賀陽宮邦憲王

現在の皇學館大学は1962年（昭和37年）に創立された私立大学である。前身にあたる官立神宮皇學館大學は、1882年（明治15年）4月30日に神宮祭主・久邇宮朝彦親王の令達により、伊勢神宮の神官の子弟に国学に関する教育を行うために伊勢の林崎文庫内に創立された神宮皇學館に起源する。1900年（明治33年）に、総裁・賀陽宮邦憲王より授与された「令旨」が現在でも皇學館大学の建学の精神を具体的に述べたもの、皇學館大学の原点と解されている。
1940年（昭和15年）4月23日には、勅令をもって神宮皇學館大學官制が公布。内務省所管の官立専門学校から、大学令による文部省所管の官立大学に昇格した。皇學館大学ではこの官立大学であった時期を「国立大学時代」としている。
しかし、1945年（昭和20年）の敗戦によって、同年12月15日に連合国軍最高司令官総司令部（GHQ）より神道指令が発出。国公立の学校において神道教育およびその調査研究を行うことを禁止する条項が出され、1946年（昭和21年）3月31日をもって神宮皇學館大學は廃学となった。
その後1962年（昭和37年）、神宮皇學館の精神を継承する私立の皇學館大学が再興。文学部、教育学部、現代日本社会学部の3学部を擁し、このうち文学部神道学科と神道学専攻科が神社本庁の神職養成の一翼を担う。皇學館大学学則1条では教育目的を「わが国民族の歴史と伝統とに基づく文化を究明し、洋の東西に通ずる道義の確立を図り、祖国愛の精神を教育培養するとともに、社会有為の人材を育成すること」としている。なお皇學館大学には國學院大學のような神殿はないが、創立の経緯からも現在でも神宮（伊勢神宮）との繋がりが強い。

## その他の大学
短期大学を含めると、國學院大學と同じく学校法人國學院大學が運営する國學院大學北海道短期大学部、関係法人の学校法人國學院大學栃木学園が運営する國學院大學栃木短期大学が存在する。